# Nómada global
Um nómada global é uma pessoa que vive um estilo de vida móvel e internacional. Os nómadas globais pretendem viver independentemente da localização, procurando o distanciamento de localizações geográficas específicas e a ideia de pertença territorial.

## Origens e uso do termo
Nómada originalmente referia-se aos nómadas pastores que seguiam o seu rebanho de acordo com as estações do ano. Ao contrário dos nómadas tradicionais, os nómadas globais viajam sozinhos ou em pares, em vez de com uma família e gado. Eles também viajam pelo mundo todo e por diversas rotas, enquanto os nómadas tradicionais têm um padrão fixo de movimento anual ou sazonal. Embora os pastores também sejam viajantes profissionais, eles percorrem distâncias relativamente curtas, principalmente caminhando ou montando em burros, cavalos e camelos. As viagens aéreas e a proliferação de tecnologias de informação e comunicação proporcionaram mais oportunidades para os viajantes modernos e também envolveram uma gama maior de pessoas em estilos de vida itinerantes.
Além dos viajantes independentes de localização, o termo também tem sido usado para mochileiros, migrantes de estilo de vida e crianças de terceira cultura (jovens altamente móveis e crianças expatriadas) para destacar o alcance e a frequência de suas viagens.

## Estilo de vida
O estilo de vida nómada global é caracterizado por alta mobilidade. Os nómadas globais viajam de um país para outro sem uma casa ou emprego permanente; os seus laços com o seu país de origem também se reduziaram. Eles podem ficar em qualquer lugar por alguns dias ou vários meses, mas no final sempre seguirão em frente. Muitos deles praticam o minimalismo para dar conta das suas mudanças frequentes. Em vez de dinheiro e posses, eles concentram-se em experiências, felicidade, autodescoberta e bem-estar. Muitos têm vocações independentes de localização em áreas como TI, escrita, ensino e artesanato.